# Abschnittsbefestigung im Taitinger Holz

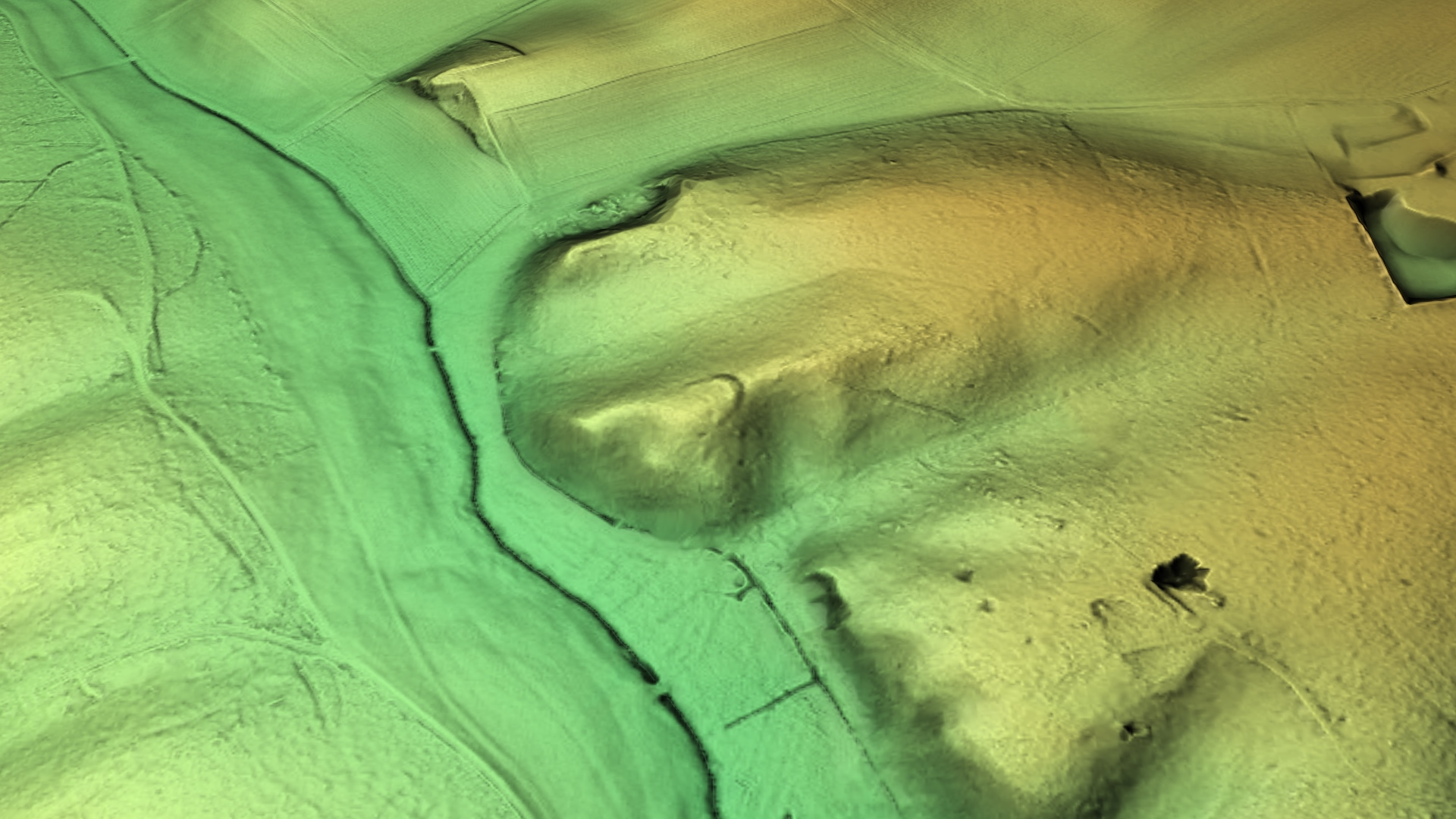
3D-Ansicht des digitalen Geländemodells

Die Abschnittsbefestigung im Taitinger Holz liegt etwa 600 Meter nordwestlich der St.-Lorenz-Kapelle von Latzenhausen auf einem Hügelsporn im Landkreis Aichach-Friedberg in Schwaben (Gemeinde Obergriesbach, Gemarkung Zahling).

## Beschreibung
Die kleine Wehranlage wurde fortifikatorisch geschickt auf einem länglichen, nach Westen ausspringenden Geländesporn angelegt. Auf drei Seiten schützen die steil bis mäßig steil (Nordseite) abfallenden Hänge die Befestigung. Gegen das östliche Hinterland verengt sich das Hochplateau auf etwa 20 Meter. Hier sichert ein ungefähr 25 Meter langer, noch bis zu 1,5 Meter hoher winkelförmiger Wallgraben den Burgplatz gegen das Hinterland. Der vorgelegte Sohlgraben ist ca. zwei bis drei Meter breit und noch bis zu einem halben Meter tief. Im Süden läuft der Wallzug in einer Geländestufe aus. Nach Westen verschmilzt der Wallgraben nach etwa 10 Metern mit dem Steilhang. Das ovale Burgplateau (ca. 60 × 20 Meter) liegt ungefähr 20 bis 25 Meter über dem Talboden und fällt nach Westen ab. Neben dem östlichen Wallzug sind keine weiteren Erdwerke und Hanggräben feststellbar.

## Zeitstellung und Zweckbestimmung
Bis zu einer fachkundigen archäologischen Untersuchung können keine seriösen Aussagen über die Zeitstellung und Zweckbestimmung der Abschnittsbefestigung gemacht werden. Die Hänge waren wahrscheinlich nur durch Palisaden oder Flechtwerkzäune gesichert. Die flüchtige Anlage und die versteckte Lage im Gelände sprechen für eine nur zeitweilig genutzte, vielleicht unvollendete Schutzburg. Möglicherweise wurde hier eine vor- oder frühgeschichtliche Wehranlage noch bis in die Zeit der Ungarneinfälle (10. Jahrhundert n. Chr.) weitergenutzt. Etwa 1300 Meter nordwestlich bei Zahling springt ein weiterer ähnlicher Geländesporn aus der Hangkante. Auch diese Anhöhe scheint ehemals ein Befestigungswerk getragen zu haben.
Das Bayerische Landesamt für Denkmalpflege verzeichnet die Abschnittsbefestigung im Taitinger Holz als Abschnittsbefestigung unbekannter Zeitstellung unter der Denkmalnummer D 7-7532-0038.